# Jerome Thomas
 Ikke at forveksle med Jérôme Thomas.
Jerome William Thomas (født 23. marts 1983 i London, England) er en engelsk tidligere fodboldspiller, der spillede som midtbanespiller. Gennem karrieren spillede han blandt andet for West Bromwich samt for London-klubberne Arsenal F.C., Queens Park Rangers og Charlton.

## Landshold
Thomas nåede ikke at spille for Englands A-landshold, men spillede mellem 2002 og 2003 to kampe for landets U-21 hold.